# Strikeforce Challengers: Kennedy vs. Cummings
Strikeforce Challengers: Kennedy vs. Cummings foi um evento de artes marciais mistas promovido pelo Strikeforce. O terceiro da série Challengers, que ocorreu em 25 de setembro de 2009, no SpiritBank Event Center em Bixby, Oklahoma.

## Background
Evangelista Santos desistiu da luta devido a uma lesão no joelho, e Zak Cummings encarou Tim Kennedy no evento principal. 
Esse evento contou com a estréia no MMA profissional do futuro Campeão Peso Pesado do Strikeforce e estrela do UFC Daniel Cormier.